# Ziesita
La ziesita és un mineral de la classe dels vanadats. Rep el seu nom d'Emmanuel G. Zies (1884-1981), del Carnegie Institution for Science (Washington DC).

## Característiques
La ziesita és un vanadat de fórmula química Cu₂V5+
2O₇. Va ser aprovada com a espècie vàlida per l'Associació Mineralògica Internacional l'any 1979. Cristal·litza en el sistema monoclínic.
Segons la classificació de Nickel-Strunz, la ziesita pertany a «08.FA - Polifosfats, poliarsenats i [4]-polivanadats, sense OH i H₂O; dímers que comparteixen vèrtex de tetraedres» juntament amb els següents minerals: blossita, chervetita, pirocoproïta, pirofosfita i petewilliamsita.

## Formació i jaciments
Va ser descoberta al Volcà d'Izalco, que es troba al departament de Sonsonate, a El Salvador. És un dels volcans més joves del continent americà, i el més jove del país, força actiu des del seu naixement el 1770 fins a l'any 1958. Des d'aleshores només una breu i molt petita erupció el 1966 ha interromput la inactivitat. Les laves del volcà anteriors al 1966 són basalts, i s'hi han trobat molts minerals nous a les seves fumaroles i als sublimats fumaròlics, que són inusualment rics en vanadi.